# メラノソーム
メラノソーム（英: melanosome）はメラニンを含む細胞小器官であり、動物では最も普通の光吸収色素である。
メラノソームを合成できる細胞は、メラノサイトと網膜色素上皮細胞である。メラノソームを貪食したマクロファージであるメラノファージは合成能を持たない。

## 形状
メラノソームは脂質膜に結合しており、円形、ソーセージ型、または葉巻型をしている。その形状は生物種、細胞種ごとに一定である。
電子顕微鏡上では特徴的な微細構造が見られるが、この構造はメラノソームの成熟に伴って変化するため、便宜上その発達段階を stage I～IV に分けることがある。 

## 合成
メラノソームは滑面小胞体からプレメラノソームとして発生する。プレメラノソームはメラニンを含まず、光学顕微鏡では観察できない。ここにメラニン合成酵素群 (特にチロシナーゼ) が運ばれて合成が開始される。
メラニン合成酵素の欠如や機能不全は様々なタイプのアルビノを引き起こす。

## 輸送
メラノソームを細胞内に固定しているメラノサイトもある。だが、多くのメラノサイトは紫外線への応答として、表面から仮足を伸ばしてメラノソームを移動させ、光の吸収断面積を変化させることができる。
また、それと同時にメラノソームの供与が起こる。新生されたメラノソームは中間径フィラメントの関与のもとで、通常の皮膚細胞である角化細胞へと供与される。その後、メラノソームは角化細胞の細胞質ダイニンによって核近くまで運ばれ、メラニンキャップと呼ばれる構造を作る。これによって、角化細胞の核はメラノソームに取り巻かれ、紫外線から保護される。

## 動物
魚類、両生類、爬虫類、甲殻類の多くの種で、メラノソームはホルモンや神経の制御を受けて細胞内を動き回り、その体色を変化させる。また、魚類の中にはメラノソームに鱗の色を制御する色素を含むものがいる。これらの生物では、メラノソームの輸送は分子モーターによって行われる。細胞中心に向けた輸送は、微小管のマイナス端方向に移動する分子モーター、ダイニンにより、反対向きの輸送はプラス端方向への分子モーター、キネシンによる。メラノソームが拡散すると細胞は暗い色になり、集中すると明るい色になる。
頭足類でも体色の変化が見られるが、これは色素細胞自体を筋肉で変形させることで実現している。

## 化石
2008年、中国の古生物学者である徐星によって、ジュラ紀から後期第三紀の地層で化石化した羽毛が発見された。この羽に含まれる炭素の残渣は、羽毛を分解したバクテリアの活動の跡だと考えられていたが、実は化石化したメラノソームの微細な有機的痕跡であると判明した。中には羽毛や毛皮の組織で見られる構造色を維持しているものもあった。これらの微細構造をさらに調べることで、化石化した柔組織の元の色、質感が明らかになると推測される。イェール大学のデレク・ブリッグズによると、「羽毛化石の微細構造が発見されたということは、他の柔組織、毛皮や内臓などの特徴さえも調査できる可能性が出てきたということだ」とのこと。
北京自然博物館により、メラノソームがアンキオルニス化石の真の色の発見に用いられた。

## アミロイド
メラノソームに豊富に存在するPmel17はアミロイドを形成する。このアミロイドはメラニン重合の際に鋳型となり、毒性の高い反応中間体を閉じ込めると考えられている。